# Conopofàgids
Els conopofàgids (Conopophagidae) són una família de petits ocells de l'ordre dels passeriformes. Habiten en Amèrica Central i del Sud. Antany es restringia aquesta família al gènere Conopophaga però anàlisi del citocrom b de l'ADN mitocondrial i la subunidad 2 del NADH deshidrogenasa (Rice, 2005a, b) van demostrar que el gènere Pittasoma, fins aleshores ubicat a la família dels formicàrids, pertany a aquesta família. La relació entre els dos gèneres era també recolzada per la història natural, morfologia, i vocalitzacions. Els membres dels conopofàgids estan molt relacionats amb els Thamnophilidae i una mica menys amb els Formicariidae. A causa del seu hàbitat remot i fosc, són aus poc conegudes.

## Morfologia
- Són aus rodones, de cua curta, i cames llargues.
- Fan al voltant de 12-19 cm de llargària, essent els Pittasoma majors que els Conopophaga. Aturats mantenen una postura erecta.
- Totes les espècies presenten dimorfisme sexual, encara que a nivells molt diferents.
- La majoria d'espècies de Conopophaga tenen un floc blanc darrere de l'ull.[4]

## Hàbitat i distribució
Les diferents espècies viuen al sotabosc, boscos de bambú, i pis inferior del bosc. Els membres del gènere Conopophaga es troben a la planura de l'Amazones i l'Orinoco, vessants dels Andes centrals i orientals, bosc atlàntic, i regions properes, mentre que els membres del gènere Pittasoma es troben al Chocó, Panamà i Costa Rica. Algunes espècies viuen als matollars impenetrables, mentre que d'altres viuen en boscos més oberts. La majoria estan completament restringits a hàbitats humits, però algunes espècies s'estenen per regions més seques a l'est del Brasil.

## Alimentació
Són insectívors. Els membres del gènere Conopophaga s'alimenten principalment mitjançant dos mètodes, un posant-se sobre el sòl del bosc fins que veuen la presa, llavors es llancen a terra per atrapar-la. El segon mètode consisteix a agafar els insectes directament de les fulles, troncs i branques de la vegetació baixa. Les preses típiques inclouen aranyes, erugues, larves d'insectes, llagostes i escarabats. Algunes espècie s'han observat menjant fruita, i en un cas una granota. Hi ha molt poca informació disponible sobre la dieta del gènere Pittasoma, però presumiblement, també són insectívors, i s'han citat seguint eixams de les formigues del la subfamília Ecitoninae.

## Llistat de gèneres i espècies
Segons la classificació del IOC World Bird List (versió 10.2, 2020) es descriuen dos gèneres amb 11 espècies.
- Gènere Conopophaga, amb 9 espècies
- Gènere Pittasoma, amb dues espècies.